# Eric Heuvel

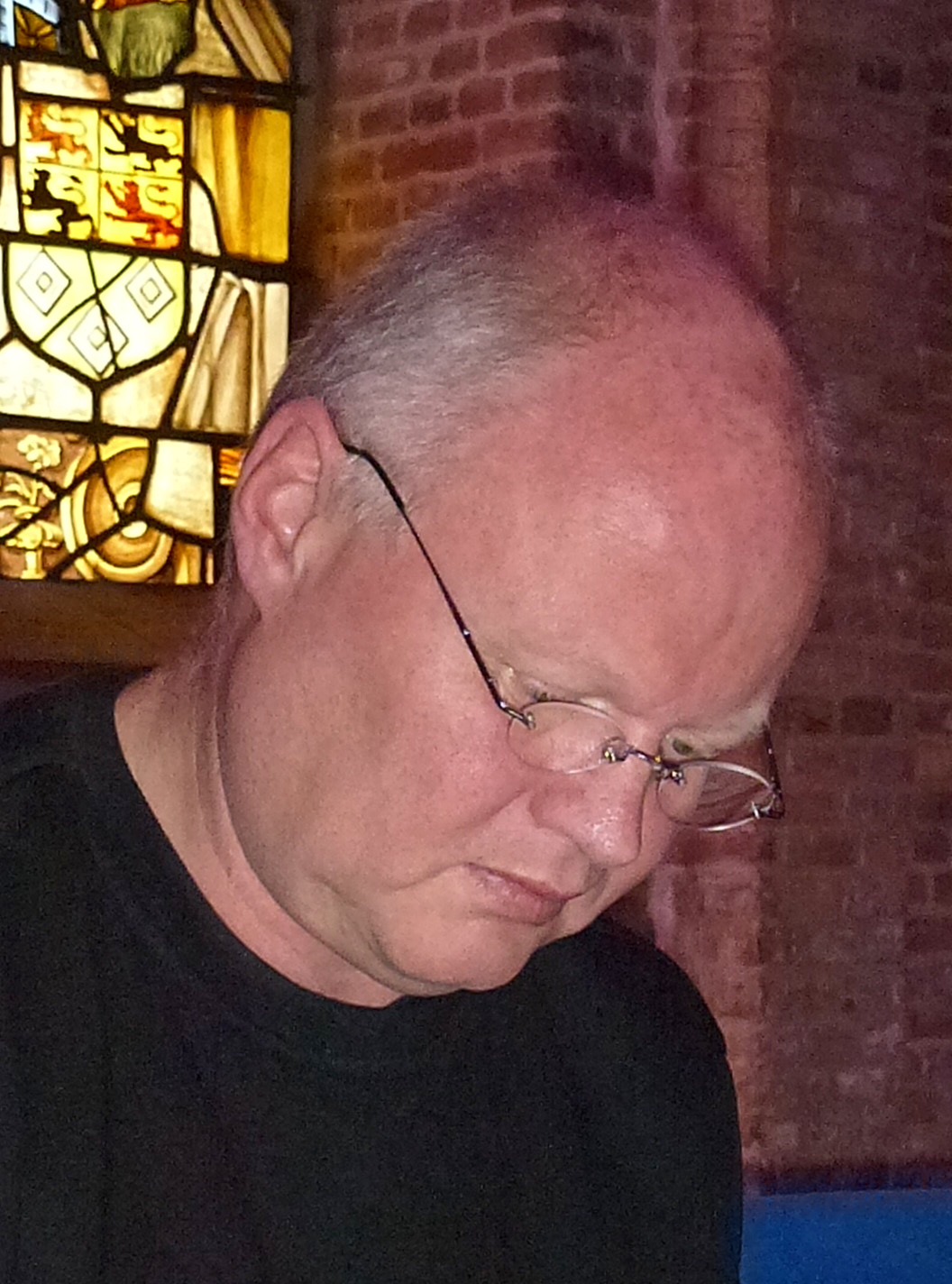
Eric Heuvel

Eric Heuvel (* 25. Mai 1960 in Amsterdam) ist ein niederländischer Comiczeichner.

## Leben
Eric Heuvel zeichnet seit seiner Jugend und konnte schon in diversen Fanzines veröffentlichen. 1983 bis 1997 war er beruflich als Zollbeamter tätig. 1987 gab er sein Debüt als professioneller Comiczeichner mit der Abenteuer-Serie January Jones, getextet von Martin Lodewijk, in dem Magazin Eppo. 1995 folgte die Serie Bud Broadway für das Algemeen Dagblad, die er im Vintage-Stil (Comicbilder mit Untertext) erstellte.
Ab 2000 begann er die Arbeit an Veröffentlichungen zum Zweiten Weltkrieg. 2004 bis 2007 zeichnete er den Vierteiler Geheimnis der Zeit. Im Jahr 2012 gewann er den niederländischen Stripschapprijs für Comiczeichner der Zeitschrift De Stripdagen.

## Publikationen (Auswahl)
- January Jones
  - → Hauptartikel: January Jones (Comic)

- Bud Broadway
  - De weg naar Java (dt.: Der Weg nach Java – Kult Comics, Leipzig 2020)
  - Het geheim van Raffles (dt.: Raffles' Geheimnis – Kult Comics, Leipzig 2020)
  - Banzai op Borneo (dt.: Banzai auf Borneo – Kult Comics, Leipzig 2021)
  - Het einde van Indië (dt.: Der Untergang Niederländisch-Indiens – Kult Comics, Leipzig 2021)
  - Show in de Sahara (dt.: Show in der Sahara – Kult Comics, Leipzig 2022)
  - De toorts van Caesar (dt.: Cäsars Fackel – Kult Comics, Leipzig 2022)
  - De dubbele Duce (dt.: Der doppelte Duce – Kult Comics, Leipzig 2023)
  - De lange weg naar huis

- Geheim van de tijd (engl.: Secrets of history; dt.: Geheimnis der Zeit – Kult Comics, Leipzig 2019)
- De ontdekking (engl.: A Family Secret; dt.: Die Entdeckung)
- De schuilhoek (engl.: The shelter)
- Frontstad Rotterdam (engl.: Front city Rotterdam)
- De zoektocht (engl.: The Search)
- De terugkeer (engl.: The return)